# Rufarostadion
Het Rufarostadion is een multifunctioneel stadion in Harare, Zimbabwe. Het wordt op dit moment voornamelijk gebruikt voor voetbalwedstrijden en heeft een capaciteit van 35.000 mensen. Het veld had eerst kunstgras, maar dit werd aan einde van het seizoen van 2016 vervangen door natuurgras. Het is onder andere de thuishaven van voetbalclubs Dynamos Harare en CAPS United.
In dit stadion gaf Paul Simon in 1987 samen met Ladysmith Black Mambazo het voor televisie geregistreerde Graceland concert voor 45.000 toeschouwers.